# Discodes rhizopulvinariae
Discodes rhizopulvinariae är en stekelart som beskrevs av Svetlana N. Myartseva 1981. Discodes rhizopulvinariae ingår i släktet Discodes och familjen sköldlussteklar.
Artens utbredningsområde är:
- Turkmenistan.
- Uzbekistan.

Inga underarter finns listade i Catalogue of Life.